# Paolo Scalabrini
Paolo Scalabrini (1713 - Lucques, 1803 ou 28 février 1806) est un compositeur italien. 

## Biographie
À partir de 1742 Paolo Scalabrini est le directeur de la musique à l'opéra de Pietro Mingotti, à Graz. Il voyage à travers l'Allemagne et l'empire autrichien en composant et en arrangeant différentes œuvres. En 1747, il est à Copenhague, où il est reste jusqu'en 1756. En 1748, il épouse la soprano Grazia Mellini, et la même année, est nommé maître de chapelle de la cour royale danoise, en succession de Johann Adolf Scheibe. Il occupe ce poste jusqu'en 1753, lorsqu'il est remplacé par Giuseppe Sarti. Cependant, Scalabrini reste dans la capitale danoise, où il écrit plusieurs intermezzi et un singspiel en danois. Après un autre voyage qui se prolonge plusieurs années, en 1768, il retourne à Copenhague, en tant que directeur musical d'une société qu'il a formé en Italie et en 1775, lorsque Sarti, quitte le Danemark, Scalabrini est réintégré dans le poste de directeur de la chapelle. En 1781, après la mort de sa première épouse, il quitte Copenhague et retourne en Italie.

## Œuvre

### Opéras
- Sirbace (dramma per musica, 1742, Graz)
- Oronte re de sciti (opera seria, livret de Carlo Goldoni, 1742)
- Artaserse (dramma per musica, livret de Pietro Metastasio, 1743, Hambourg)
- Cajo Fabricio (dramma per musica, 1743, Graz)
- Siroe re di Persia (dramma per musica, livret de Pietro Metastasio, 1744)
- Adelaide (dramma per musica, livret de Antonio Salvi et Carlo Goldoni, 1744, Hambourg ; pastiche basé sur la musique de l'Ottone de Gennaro D'Alessandro)[2]
- Antigono (dramma per musica, livret de Pietro Metastasio, 1744, Prague)
- Catone in Utica (dramma per musica, 1744, Hambourg)
- Didone (dramma per musica, 1744, Amburgo)
- Venceslao (dramma per musica, 1744, Copenhague)
- Angelica e Medoro (dramma per musica, livret de Pietro Metastasio, 1746, Hambourg)
- Adriano (dramma per musica, livret de Pietro Metastasio, 1746, Hambourg)
- Alessandro nell'Indie (dramma per musica, livret de Pietro Metastasio, Copenaghe, 1749)
- Il marito vizioso (intermezzo, livret de F. Darbes, 1750, Copenhague)
- Den forliebte skildrer (1756)
- Lucio Vero (dramma per musica, livret de Apostolo Zeno, 1756, Brunswick)
- Koerlighed uden strømper (1773)
- Oraklet (1776)

### Autres œuvres
- Giuseppe riconosciuto, oratorio (sur un livret de Pietro Metastasio, 1742, Bologne)
- 6 symphonies